# Psychotria pocsii
Psychotria pocsii là một loài thực vật có hoa trong họ Thiến thảo. Loài này được Borhidi & Verdc. miêu tả khoa học đầu tiên năm 1990.